# مخرجات غير منفقة
في العملات المشفرة، يعد مفهوم المخرجات غير المنفقة (UTXO) عنصرًا مميزًا في مجموعة فرعية من نماذج العملات الرقمية. تمثل المخرجات غير المنفقة قدرًا معينًا من العملة المشفرة التي تم التصريح بها من قبل المرسل ومتاح للمتلقي إنفاقها. يعد استخدام المخرجات غير المنفقة في عمليات المعاملات ميزة أساسية للعديد من العملات المشفرة، ولكنه يميز بشكل أساسي أولئك الذين يطبقون نموذج المخرجات غير المنفقة.
تستخدم نماذج المخرجات غير المنفقة تشفير المفتاح العام للتأكد من الملكية ونقلها. وبشكل أكثر تحديدًا، يتم تنسيق المفتاح العام للمستلم في هذا النموذج، مما يحد من القدرة على إنفاق المخرجات غير المنفقة على الحساب الذي يمكنه إثبات ملكية المفتاح الخاص المقابل. يجب تضمين توقيع رقمي صالح مرتبط بالمفتاح العام حتى يتم إنفاق المخرجات غير المنفقة.
تشكل المخرجات غير المنفقة ما يمكن وصفه بـ سلسلة ملكية يتم تصويرها على أنها سلسلة من التوقيعات الرقمية التي تبدأ مع بداية العملة، بغض النظر عما إذا كانت العملة قد تم سكها عن طريق التعدين أو التخزين أو أي إجراء آخر يحدده بروتوكول العملة المشفرة. تشمل الأمثلة البارزة للعملات المشفرة التي تتبنى نموذج المخرجات غير المنفقة بيتكوين وكاردانو. تستخدم بلوكتشين كاردانو نسخة موسعة من نموذج المخرجات غير المنفقة المعروفة باسم EUTXO.

## الأصول
يمكن إرجاع الإطار المفاهيمي لنموذج المخرجات غير المنفقة إلى اقتراح هاي فيني المعروف بـ إثبات العمل القابل لإعادة الاستخدام Reusable Proofs of Work، والذي كان يعتمد على اقتراح آدم باك لعام 1997 في مشروع هاش كاش Hashcash . كانت بلوكتشين بيتكوين، التي أصدرت في عام 2009، أول تطبيق واسع النطاق لنموذج المخرجات غير المنفقة من الناحية العملية.